# Largs, Australien
Largs är ett samhälle i Australien. Det ligger i kommunen Maitland Municipality och delstaten New South Wales, i den sydöstra delen av landet, omkring 130 kilometer norr om delstatshuvudstaden Sydney. Antalet invånare är 1 962 [år 2021].